# Infomigjorn
Infomigjorn és un butlletí informatiu electrònic sobre llengua i literatura catalana que s'envia de dilluns a divendres a tots els subscriptors. El butlletí s'envia en forma de missatge i conté diferents informacions: retalls de notícies, articles, ressenyes... relacionats amb la sociolingüística, la gramàtica històrica, la dialectologia, la literatura... S'adreça a professionals i estudiosos del català.
El butlletí —revista virtual en llengua catalana— està actiu des del 18 d'agost de 2008 amb la voluntat d'ésser un espai d'intercanvi intel·lectual sobre qüestions que afecten la llengua catalana en tots els àmbits: lingüístics, literaris i sociològics. Va estar dirigit pel lexicòleg valencià Eugeni S. Reig. Des del 5 de maig del 2009 es troba operatiu el web, en el qual es pot llegir tots els butlletins publicats des de l'1 de setembre del 2008 fins al darrer que s'ha enviat.